# AS 205
Étoile variable de type T Tauri
Étoile multiple
Étoile
Source de proche infrarouge (d)
Source astrophysique de rayons X
AS 205, aussi nommé V866 Scorpii, est un système quadruple membre de l'association du Haut-Scorpion. Il est constitué de trois étoiles et une naine brune réparties selon une structure hiérarchique « deux fois deux ».

## Système
AS 205 est un jeune système situé près de la nébuleuse sombre du Scorpion (e.g., Merrill & Burwell 1950)
La binarité du système a été découverte en 1993 par Ghez et al.. Les deux composantes (en réalité elles-mêmes des systèmes binaires) sont situées à 1,3 seconde d'arc l'une de l'autre.

### AS 205 A

#### AS 205 Ab
En 2017, P. Viada-Almeida et al. annoncent la découverte de AS 205 Ab, une naine brune environ 19 fois plus massive que Jupiter en orbite en 24,8 jours autour de AS 205 Aa.

### AS 205 B
Le sous-système AS 205 B, aussi désigné AS 205 S, est constitué de deux étoiles.

#### AS 205 Ba
AS 205 Ba est une étoile naine orange de type spectral K7 ± 1. 

#### AS 205 Bb
AS 205 Bb est une étoile naine rouge de type spectral M0 ± 1.